# Donald W. Graham
Pour les articles homonymes, voir Graham et Donald Graham.
Donald W. Graham, surnommé Don Graham (né le 17 juin 1903 et mort le 19 octobre 1976), est un artiste et professeur de dessin américain. Il est connu pour avoir formé les artistes Disney à travers des cours du Chouinard Art Institute.

## Biographie
Après avoir travaillé à l'université Stanford, d'après ces dires, il aurait commencé en 1923 comme employé d'entretien au Chouinard Art Institute (fondé en 1921), dormant dans une baignoire pour économiser un loyer. Il sort diplômé de l'école dans les premières promotions. Il part ensuite étudier et pratiquer la peinture à New York, puis une année et demie à La Nouvelle-Orléans au sein de la New Orleans Art School. 
Il poursuit l'étude et la peinture des paysages jusqu'à ce qu'il revienne à Los Angeles en 1930. Il est alors engagé par Mme Chouinard comme professeur de dessin, poste qu'il occupe quatre ans. C'est durant ces années, en 1932, qu'il est approché par Walt Disney qui souhaite organiser des classes du soir pour former ses animateurs. Il est aussi engager par Disney comme chasseur de tête pour trouver des animateurs et les dossiers des candidats. Il occupe cette fonction durant sept ans, examinant plus de 35 000 dossiers des candidatures. Il a ainsi passé trois mois à New York dans le RCA Building à étudier des portfolios d'artistes, reçus après une annonce de poste à pourvoir chez Disney, placée en vue de produire de film Blanche-Neige et les Sept Nains (1937). Il travaille aussi comme expert en animation cherchant à résoudre les problèmes de cet art, et ce durant 10 ans.
En 1941, en raison de la Seconde Guerre mondiale et de la baisse d'activité dans l'animation, Don Graham se voit confier la production d'illustrations pour Douglas Aircraft puis l'Interstate Aircraft Company. 
À l'hiver 1942, il reprend un poste d'enseignant pour des cours du soir hebdomadaire au Chouinard. En 1947, il déménage avec sa famille dans le nord-oust américain mais revient en 1949, pour reprendre ses cours au Chouinard.
En 1950, Walt Disney le réengage comme expert pour travailler sur des films ayant pour thème l'art. Il partage alors son temps entre Disney et le Chouinard. Le fruit de ses recherches a en partie servi de bases à Bob Thomas pour son livre The Art of Animation (1958).
En 1971, Don prend sa retraite et retourne dans le nord-ouest américain. Il y peint des paysages.
Il décède en octobre 1976 des suites de plusieurs crises cardiaques.